# العريقة
العريقة بلدة وناحية سوريّة إداريّة تتبع منطقة شهبا في محافظة السويداء. بلغ عدد سكان الناحية 11,723 نسمة حسب تعداد عام 2004.